# Beltheca phosphoropa
Beltheca phosphoropa är en fjärilsart som beskrevs av Edward Meyrick 1914. Beltheca phosphoropa ingår i släktet Beltheca och familjen stävmalar. Inga underarter finns listade i Catalogue of Life.